# Blut-Johannisbeere
Die Blut-Johannisbeere (Ribes sanguineum) ist eine Pflanzenart aus der Gattung der Johannisbeeren (Ribes) in der Familie der Stachelbeergewächse (Grossulariaceae). Dieser Strauch ist in Nordamerika beheimatet.

## Beschreibung
Die Blut-Johannisbeere wächst als laubabwerfender, locker beasteter Strauch und erreicht Wuchshöhen von 1 bis 4 m. Die Rinde ist graubraun bis rotbraun. Die Laubblätter sind fünflappig und mit 2 bis 7 cm etwa genauso breit wie lang. Der frische Blattaustrieb im Frühling duftet harzig.

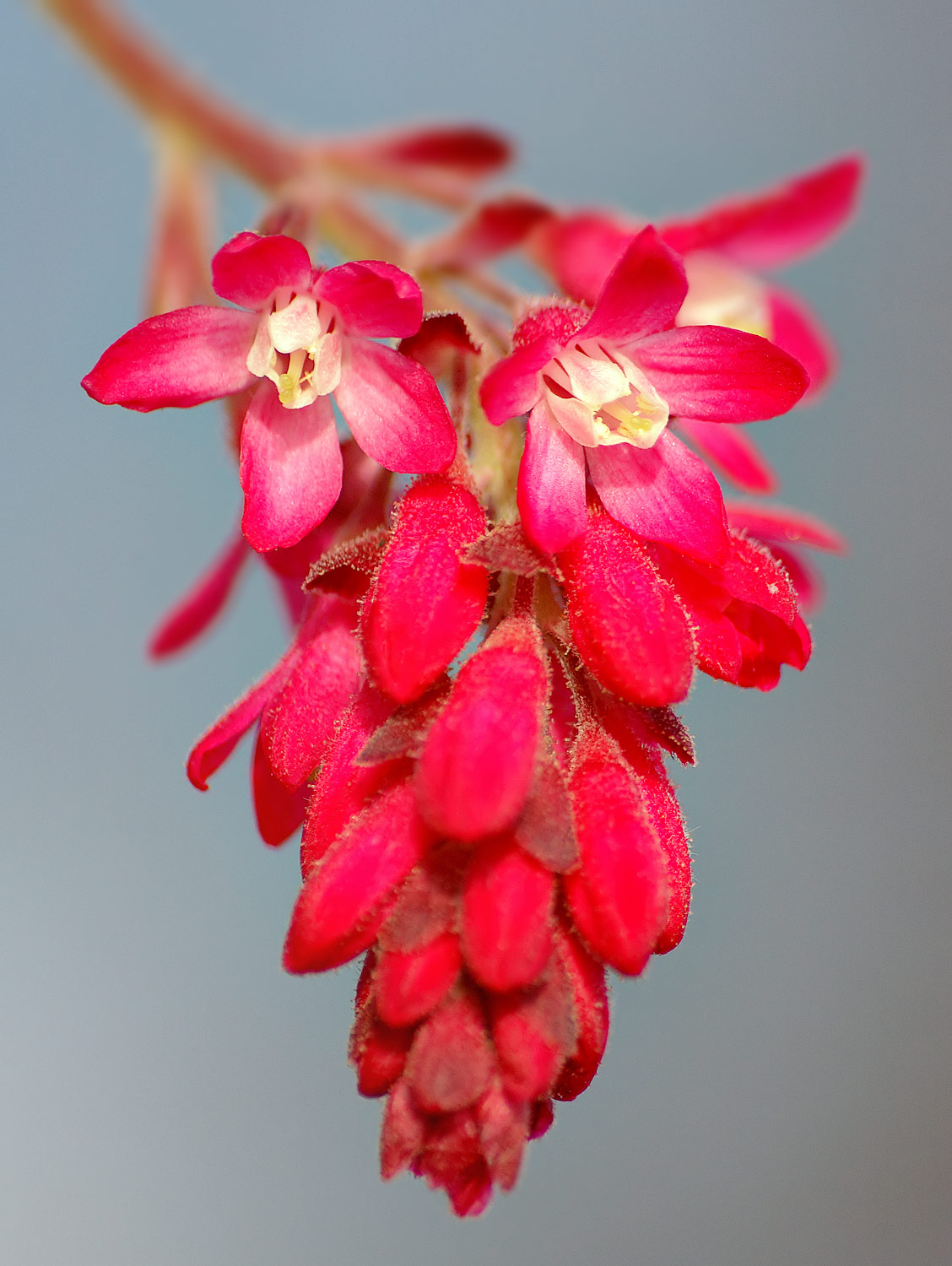
Blütentraube

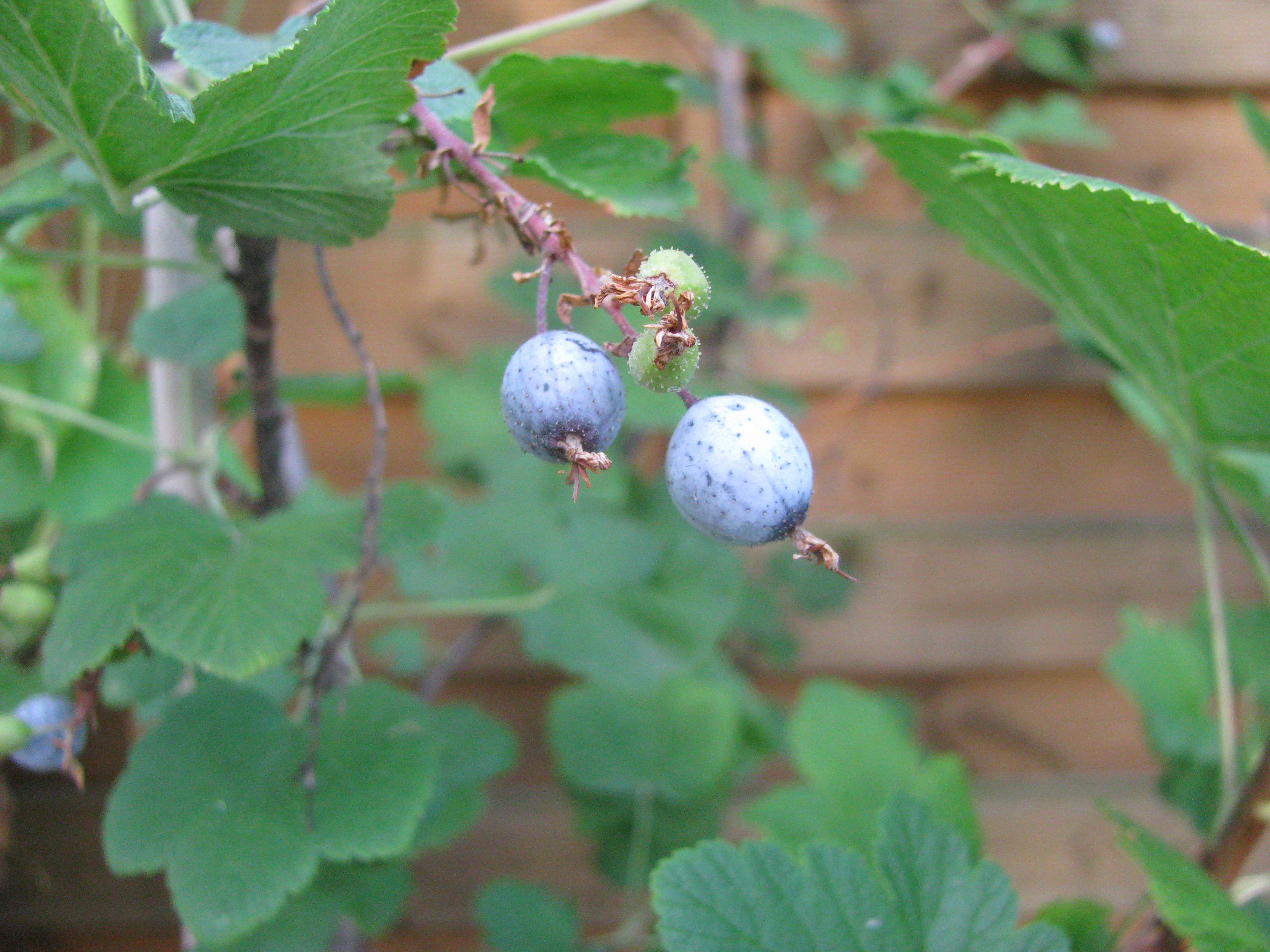
Früchte

Die Blüten erscheinen gleichzeitig mit den Blättern im April bis Mai. Die Blüten stehen zu 5 bis 30 in 3–7 cm langen, achselständigen hängenden und behaarten, drüsigen, traubigen Blütenständen zusammen. Die zwittrigen und fünfzähligen Blüten mit doppelter Blütenhülle sind 5 bis 10 mm groß. Der Blütenbecher ist behaart und teils drüsig. Die fünf größeren, petaloiden Kelchblätter sind kräftig rot bis rosafarben oder weiß-rosa und außen drüsig, behaart. Die kleinen aufrechten Kronblätter sind gelblich bis rötlich oder rosa. Die 5 Staubblätter sind kurz. Der einkammerige Fruchtknoten ist unterständig mit kurzem Griffel und gelappter Narbe. Es ist ein dünner Diskus vorhanden. Die Blüten werden in Kalifornien gern von Kolibris, in Europa von Schmetterlingen und Hummeln besucht.
Im Juli reifen die dann dunkel-purpurfarben, blau „bereiften“, drüsigen, bis 9 Millimeter großen, eiförmigen bis rundlichen, vielsamigen Beeren mit Perianthresten an der Spitze (weshalb die Art auch Blaue Johannisbeere genannt wird). Sie sind essbar und besitzen wenig Aroma.
Die Chromosomenzahl beträgt 2n = 16.

## Verbreitung
Die Blut-Johannisbeere stammt aus dem Westen Nordamerikas und kommt dort von British Columbia bis nach Nordkalifornien vor. Sie kommt in Kalifornien in Höhenlagen bis 2200 m vor.

## Systematik
In der Art Ribes sanguineum werden folgende Varietäten (teilweise auch als Unterarten angesehen) unterschieden:
- Ribes sanguineum var. glutinosum (Benth.) Loudon
- Ribes sanguineum Pursh var. sanguineum

Diese Systematik ist umstritten. Es wird auch die Ansicht vertreten, dass Ribes glutinosum Benth. eine eigenständige Art ist. Sie zeichnet sich durch Drüsenhaare aus, die bei Berührung einen starken aromatischen Geruch verbreiten, und die Blattunterseite ist grün und nicht weißfilzig wie bei Ribes sanguineum.

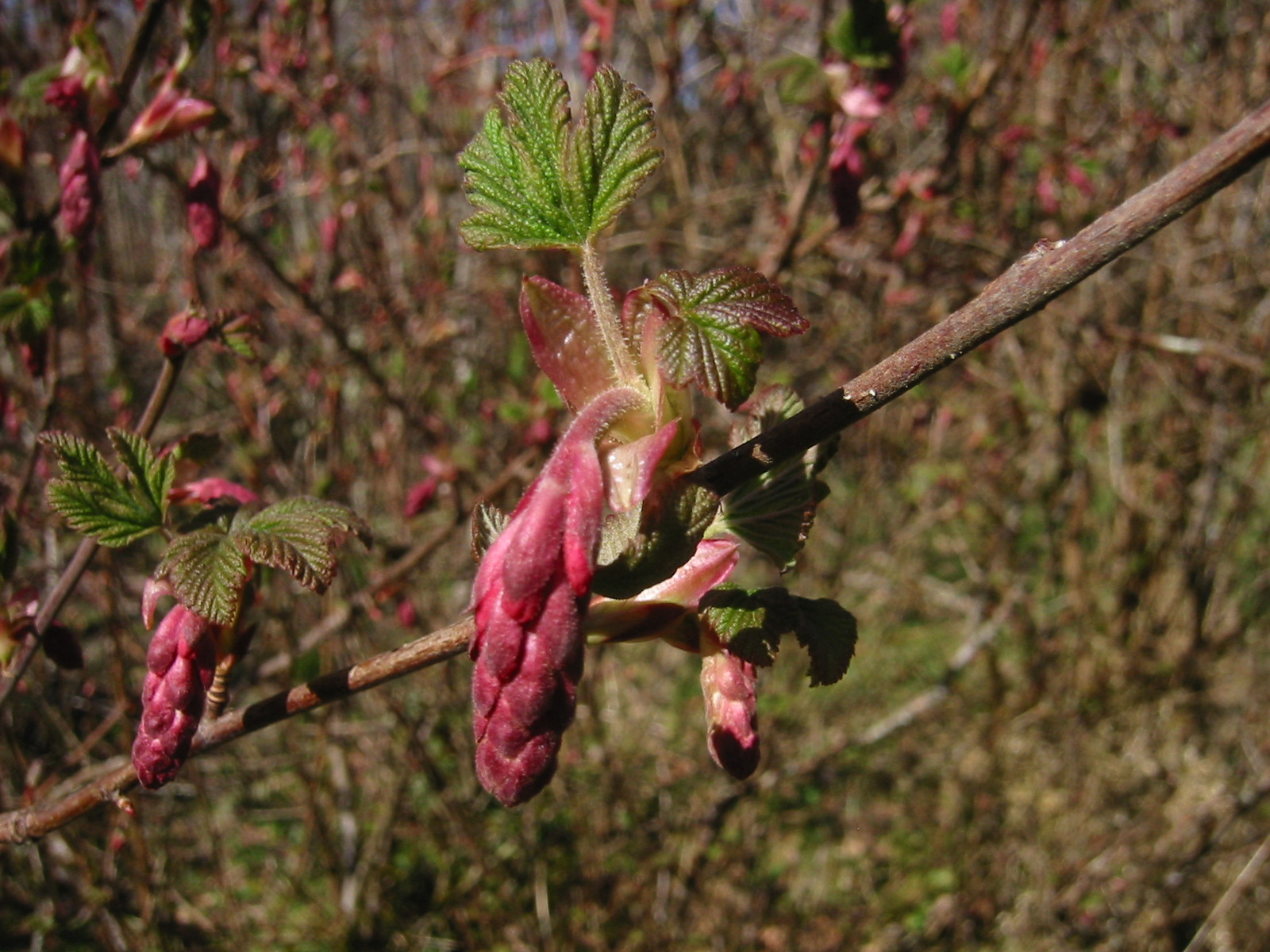
Blätter und Blütenknospen

## Nutzung
Wegen der leuchtend roten Blüte wird die Blut-Johannisbeere seit 1826 häufig als Zierstrauch in Gärten gepflanzt.

## Zuchtformen
Es sind viele Sorten gezüchtet worden; die Blütenfarben decken das Spektrum von weiß bis dunkelrot ab.
Hier einige Sorten:
- 'King Edward VII': Besitzt rote Blüten.
- 'Pulborough Scarlet': Besitzt ebenso rote Blüten.
- 'White Icicle': Diese Zuchtform besitzt weiße Blüten.